# World eSports Association
Die World eSports Association (kurz: WESA) ist ein E-Sport-Verband, der am 15. April 2016 nach über einem Jahr Entwicklung gegründet wurde. Er wurde von der ESL zusammen mit acht E-Sport-Teams gegründet.
Die Gründungsmitglieder waren die bekannten E-Sport-Vereine Fnatic, Natus Vincere, Team EnVyUs, FaZe Clan, Virtus.pro, G2 Esports, Mousesports und Ninjas in Pyjamas. Der FaZe Clan schied jedoch bereits nach einem Tag nach der Gründung aus der Organisation aus, da er befürchtete, in einen Vertrag gefangen zu sein, der festlegt wo mitgespielt werden darf und wo nicht.
Der Verband will Profi-Teams Turniere besser regulieren, die Qualität sichern und sich für die Beteiligung der Spieler bei der Entstehung der Ligen einsetzen und hat dafür einen Spielerrat gegründet, der bei den Entscheidungen über Richtlinien, Regelwerke, Spielertransfers und andere Themen mitwirken soll. Die eigentlichen Turniere werden dabei offline ausgetragen. Die WESA will sich auch darum bemühen Zeitpläne für Fans, Spieler, Organisatoren und Livestreamer zu schaffen. Der E-Sport-Experte Paul Chaloner hebt die „langjährige Erfahrung“ der Akteure der WESA hervor, sieht aber „eher eine Machtergreifung als einen Versuch, die Szene zu professionalisieren“.
Durch ein spezielles „Profit-Share-System“ müssen genehmigte Ligen Geld an die WESA und somit die Teams abtreten. Der Firmensitz befindet sich in Zug in der Schweiz. Mitglieder sind nicht an den Verband gebunden und es liegen keine Exklusivverträge vor. Am 24. August 2016 wurde der Fernsehsportmanager Ken Hershman zum Executive Chairman und Commissioner der WESA ernannt.
Zu den bisher ausgetragenen E-Sport-Disziplinen zählen Counter-Strike: Global Offensive und Paladins. Liegenberauftragter ist der Jurist Pietro Fringuelli, der bereits Erfahrung in der traditionellen Sportbranche gesammelt hat.